# Early 1970
Early 1970 è un brano musicale di Ringo Starr, pubblicato come lato B di It Don't Come Easy, un singolo di grosso impatto commerciale.

## Il brano

### Storia

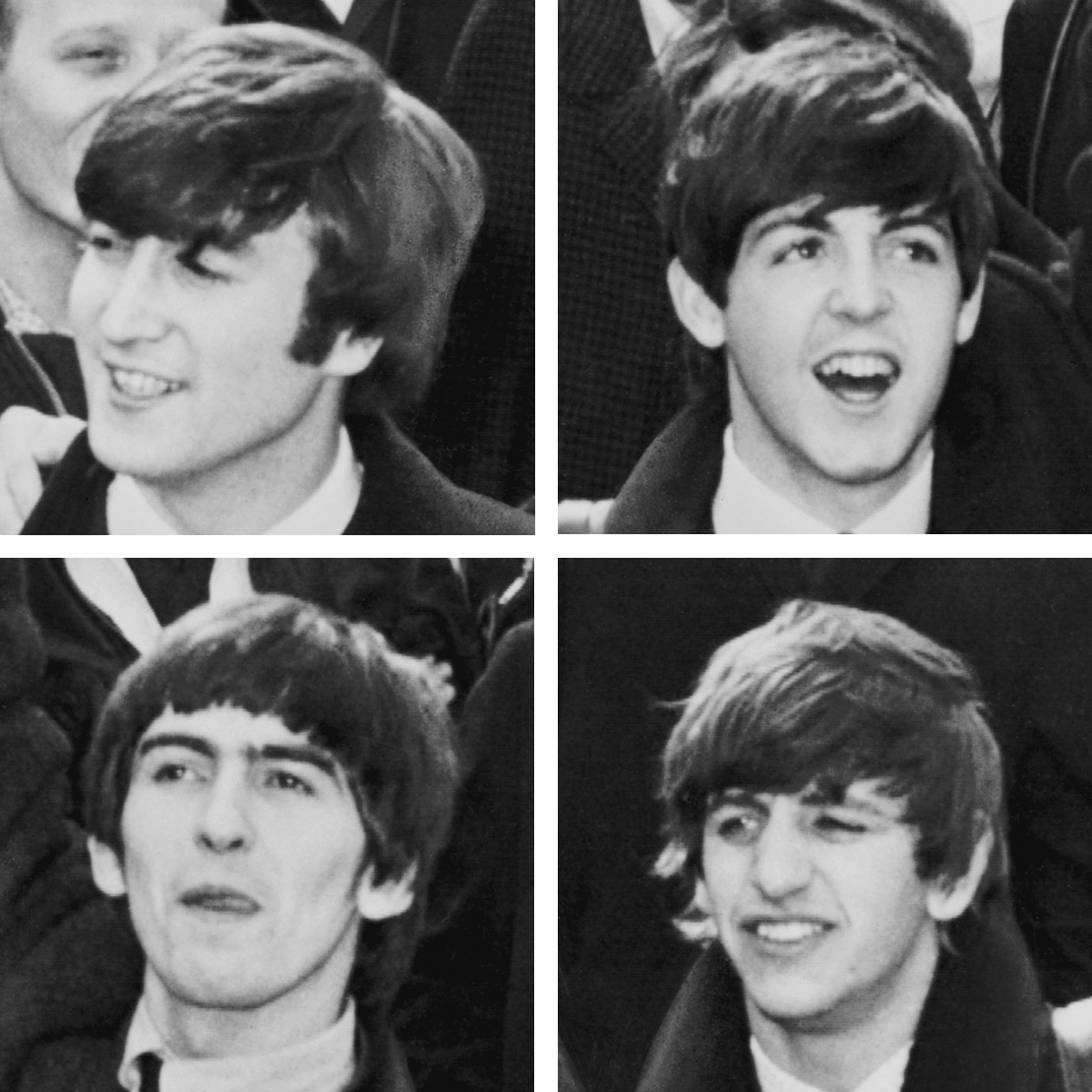
I Beatles nel 1964; nell'ordine, da sinistra: John Lennon, Paul McCartney, George Harrison, Ringo Starr.

Dopo la separazione dei Beatles, Ringo, stando alle sue stesse parole, visse un momento traumatico, ma che gli diede sollievo; non sapendo più bene cosa voler fare della sua vita dopo questa scissione, registrò l'album Sentimental Journey.

### Composizione e testo

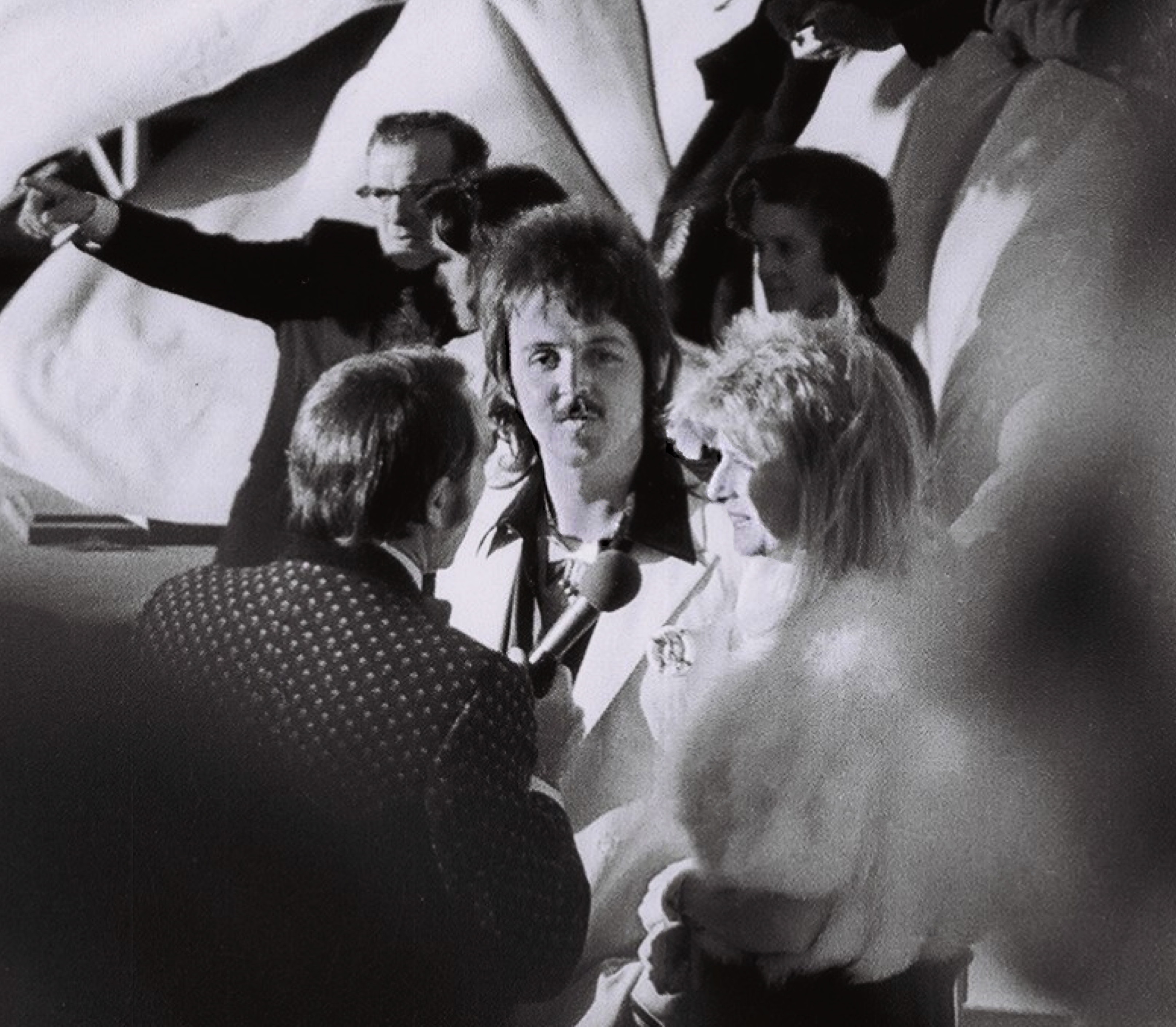
Paul & Linda McCartney, 1974

Early 1970, originariamente intitolata When I Come to Town (4 Nights in Moscow) è un'amara riflessione di Ringo Starr sui rapporti fra gli ex-compagni dei Beatles nei primi anni settanta; quando il pezzo venne composto, Paul McCartney aveva appena iniziato una causa legale contro gli altri tre Fab Four per ottenere ufficialmente lo scioglimento del gruppo e per far revisionare i suoi conti. McCartney, sebbene avesse composto l'arrangiamento del brano Stardust, apparso su Sentimental Journey, ebbe un furibondo litigio con Starr, quando quest'ultimo gli chiese di posticipare la data di uscita del suo album McCartney, per evitare che essa si sovrapponesse con quella di Let It Be dei Beatles, cosa che, infatti, avvenne; dopo questo attrito, i due ricominciarono a vedersi a partire dal 12 maggio 1971, in occasione del matrimonio di Mick Jagger dei Rolling Stones con Bianca Macias in Francia. In seguito, Macca donò a Ringo alcuni brani da lui firmati, ovvero Six O'Clock, pubblicato su Ringo (1973), Pure Gold su Rotogravure (1976), Private Property ed Attention su Stop and Smell the Roses (1981) ed Angel in Disguise, scartato da Time Takes Time (1992); altre volte, il bassista suonò in brani di Ringo non composti da lui, ed il drummer apparve su alcune sue canzoni.

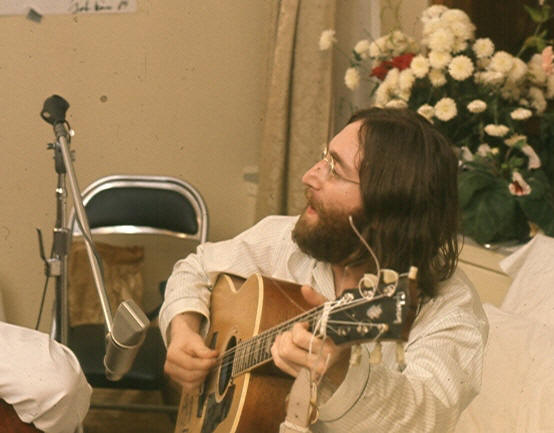
John Lennon nel corso del suo secondo Bed-In

Il testo della canzone inizia proprio con una strofa che parla di Paul McCartney. In questa, ci sono menzioni alla fattoria scozzese dell'ex-compagno, acquistata nel 1966, dove il bassista visse circa un anno tra la seconda metà del 1969 e la prima del 1970, distrutto dallo scioglimento dei Mop Tops, ed agli animali lì presenti, che annoverava, nel 1971, 100 pecore, 5 cavalli ed un numero imprecisato di montoni; si passa poi ad un accenno alla moglie, Linda Eastman, sposata il 12 marzo 1969 ed alla loro famiglia, formata dalle figlie Heaather e Mary. La strofa, come anche le due successive, si conclude con "And when he comes to town.." ("E quando verrà in città"); in questo caso, Ringo non dà affatto per certo che suoneranno insieme, probabilmente per gli ultimi attriti con Macca.
La seconda strofa riguarda John Lennon il quale, sebbene pare avesse affermato che Ringo non era neanche il miglior batterista nei Beatles (frase recentemente destituita di fondamento) , talvolta chiese all'amico di suonare nei suoi LP, e lo fornì di alcuni brani, I'm the Greatest su Ringo (1973), le due Goodnight Vienna sull'omonimo album (1974), Cookin' su Rotogravure (1976) e Life Begins at 40 per Can't Fight Lighting, 33 giri che cambiò totalmente la sua forma dopo l'assassinio di John. Il primo verso parla delle abitudini casalinghe dell'ex-compagno e del Bed-In, un'iniziativa attuata durante la luna di miele di John e Yōko Ono, durante la quale i due stettero una settimana in un letto per promuovere la Pace; il verso seguente parla di Yoko, chiamata con l'appellativo di "mamma", utilizzato anche dal marito. Ringo, alla fine di questa seconda strofa, afferma che Lennon certamente risuonerà con lui una volta tornato in città.

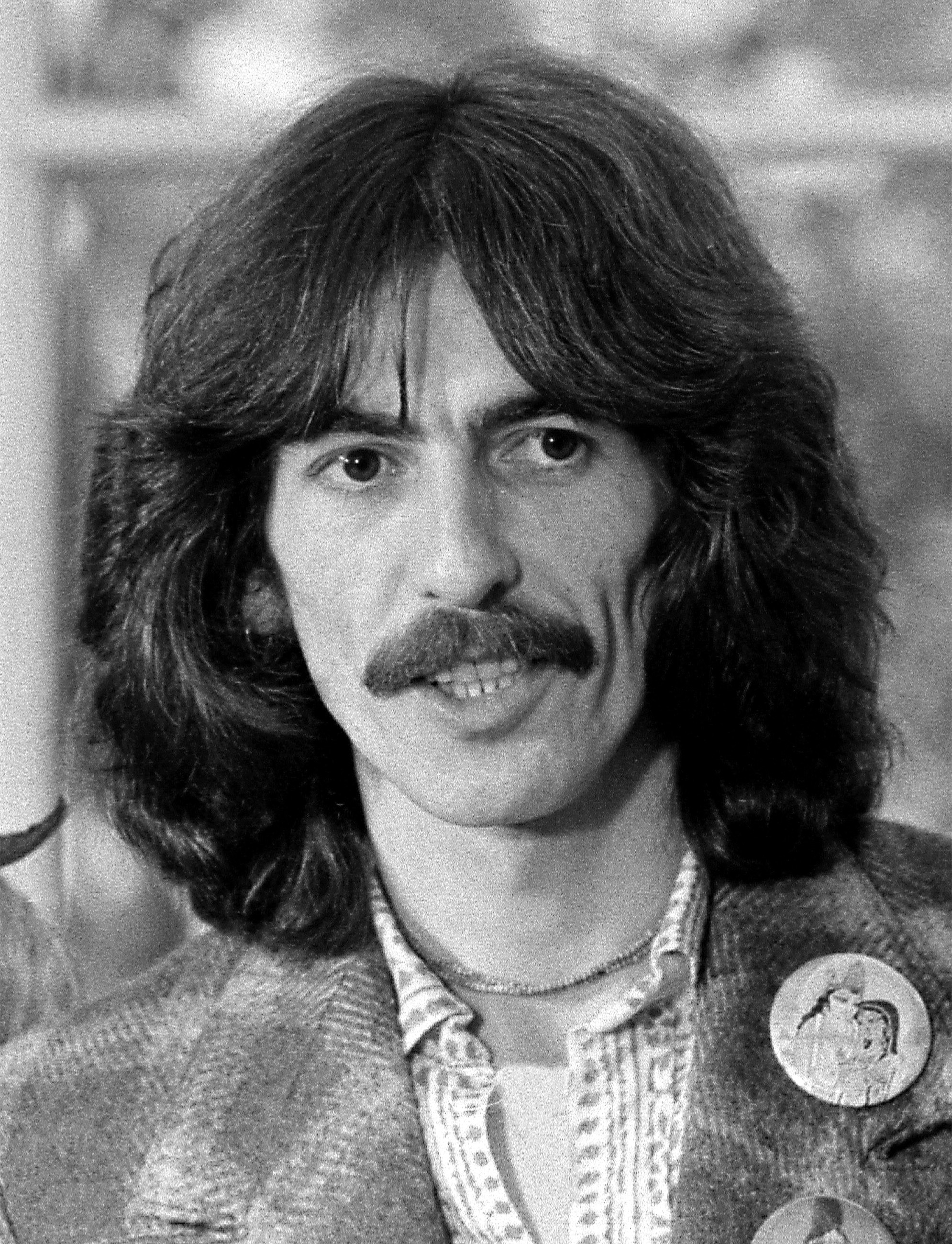
George Harrison nel 1974

George Harrison viene cantato nella terza strofa, che inizia trattando dei suoi capelli lunghi e delle sue parti di chitarra. Il verso seguente parla di una donna con le gambe lunghe: si tratta di Pattie Boyd, moglie di Harrison, che egli sposò nel 1966 e dalla quale si separò nel 1974, poiché Pattie preferiva Eric Clapton a lui; la Boyd, nel testo di Early 1970, impegnata a raccogliere margherite per George, anche lui appassionato di giardinaggio. Il terzo verso parla di Friar Park, la villa di George, comprata nel 1970, abitazione che il chitarrista, secondo Starr, non vede mai, poiché sta sempre a Londra a registrare con lui; infatti, Harrison passò buona parte del 1970 in città, per registrare il triplo album All Things Must Pass, in cui suona anche l'amico batterista. Infatti, di frequente Ringo suonò con George e viceversa; a Starr vennero donate svariate canzoni dal chitarrista, tra cui I'll Still Love You di Rotogravure (1976), considerata come una delle migliori canzoni di Harrison, il quale suonò anche in altre occasioni con l'amico batterista.
Il verso finale inizia con Ringo che elenca gli strumenti che, nel 1970, aveva imparato a suonare: la chitarra ed il pianoforte. Sul primo, stando a quanto dice la canzone, sa suonare solamente tre accordi, La, Re e Mi Maggiore, mentre riesce a suonare la tastiera solo in brani in Do maggiore. Chitarra e piano occupano i primi due versi, mentre nel terzo l'ex-Beatle afferma che il basso elettrico è troppo difficile per lui (nel 2003, su Ringo Rama apparve una traccia, I Really Love Her, in cui il musicista suona tutti gli strumenti, basso compreso). La strofa (e tutta la canzone) si conclude con Starkey che canta che quando tornerà in città vorrebbe vedere i suoi tre amici.

### Registrazione
L'incisione della traccia venne iniziata il 3 ottobre 1970, durante le sedute di John Lennon/Plastic Ono Band, e venne ultimata assieme a George Harrison. Early 1970, come anche It Don't Come Easy, è stata prodotta da George Harrison.

### Pubblicazione
It Don't Come Easy/Erly 1970 venne commercializzato dalla Apple Records con il numero di serie R 5898 il 9 luglio 1970 nel Regno Unito ed il 16 negli USA (numero di serie: Apple 1831). Singolo non estratto da qualsiasi LP, presenta, sul solco del lato B, la scritta Porky, lì incisa dal fonico George Peckham. In una versione statunitense, la produzione del lato B è stata accreditata a Ringo Starr, così come anche sulla raccolta Photograph: The Very Best of Ringo.
La prima apparizione della canzone su un LP è rappresentata dalla sua inclusione sulla raccolta Blast from Your Past (1975), nella quale Early 1970 è il nono brano (il quarto del lato B), ed è posto tra Oh My My ed I'm the Greatest. Ben più recente è la sua inclusione sulla compilation Photograph: The Very Best of Ringo (2007): nona traccia, fra Beaucoups of Blues e Snookeroo. Assieme a Down and Out ed al suo lato A It Don't Come Easy, Early 1970 è stata inclusa sulla ristampa su CD dell'album Ringo nel maggio 1991; in Gran Bretagna, la traccia chiude il compact disc, mentre negli Stati Uniti è la dodicesima traccia, tra It Don't Come Easy e Down and Out. Anche l'edizione iTunes di Ringo presenta questa canzone come tredicesima traccia, ma è seguita dal videoclip di It Don't Come Easy. In Messico, il brano apparve in un EP intitolato Back Off Boogaloo (1972) come terza traccia, la prima del lato B, ed è posto tra It Don't Come Easy e Blindman.
Stephen Thomas Erlewine di AllMusic ha considerato il brano come uno dei pezzi migliori di Photograph, e l'ha giudicato "ottimista". Sempre dallo stesso sito, William Ruhulmann, recensendo Ringo, ha affermato che migliora ancor di più con le bonus track, ed ha definito questa canzone: "Ringo che ci dice le sue idee sullo scioglimento dei Beatles". Anche i membri del sito The Beatles Bible hanno giudicato positivamente Early 1970, così come quelli di Songfacts. Ringo Starr ha giudicato il suo brano interessante e buono.

## Formazione
- Ringo Starr: voce, chitarra acustica, pianoforte, batteria
- George Harrison: chitarra acustica, chitarra slide, pianoforte
- Klaus Voorman: chitarra acustica, dobro, basso elettrico[44]

### Annotazioni
1. ↑  L'appellativo è usato, in un ambito sessuale, sulla canzone Happiness Is a Warm Gun dei Beatles, pubblicata sul White Album (1968)
2. ↑  George Harrison è stato considerato l'undicesimo migliore chitarrista di tutti i tempi secondo la rivista Rolling Stone nella lista  100 Greatest Guitarists, su rollingstone.com. URL consultato il 1º maggio 2019 (archiviato dall'url originale il 24 febbraio 2015).
3. ↑  In realtà, nell'interno del vinile dell'album Beaucoups of Blues (1970), si vede Starr suonare un accordo di Do maggiore alla chitarra

### Fonti
1. 1 2 3 4  (EN) Graham Calkin, Ringo Starr - It Don't Come Easy, su jpgr.co.uk, JPGR. URL consultato il 30 luglio 2014.
2. ↑   The Beatles, The Beatles Anthology, Rizzoli Editore, 1999., pag. 348
3. 1 2 3  The Beatles, pag. 349.
4. 1 2 3   Ringo Starr, Photograph: The Very Best of Ringo, EMI, 2007., pag. 6
5. ↑   Bill Harry, The Ringo Starr Encyclopedia, Virgin Books, 2004., pag. 654 - 655 dell'edizione iTunes
6. ↑  Hervé Bourhis, pag. 106.
7. ↑  Hervé Bourhis, pag. 1049 - 1050.
8. ↑  Hervé Bourhis, pag. 99.
9. 1 2  Hervé Bourhis, pag. 100.
10. ↑  Bill Harry, pag. 401 - 402.
11. ↑  Bill Harry, pag. 1035.
12. ↑  Bill Harry, pag. 893 - 894.
13. ↑  Hervé Bourhis, pag. 39.
14. ↑  Bill Harry, pag. 888 - 889.
15. ↑  Bill Harry, pag. 34.
16. 1 2  Bill Harry.
17. 1 2 3 4 5 6 7 8 9 10 11 12 13 14 15  (EN) RINGO STARR lyrics - Early 1970, su oldielyrics.com, OldieLyrics. URL consultato il 30 luglio 2014.
18. ↑  Hervé Bourhis, pag. 58.
19. ↑  Hervé Bourhis, pag. 108.
20. ↑  Hervè Bourhis, pag. 91.
21. ↑   Keith Badman, The Beatles Years - Volume 2: After the Break-Up, 1970 - 2001, Omnibus Press, 1999., pag. 136 della versione iTunes
22. ↑  (EN) John Lennon said Ringo Starr wasn't even the best drummer within The Beatles!, su omgfacts.com, OMGFACTS. URL consultato il 30 luglio 2014 (archiviato dall'url originale il 23 agosto 2014).
23. ↑   Did John Lennon Say Ringo “Wasn’t Even The Best Drummer In The Beatles”?, su amp.radiox.co.uk/, 22 aprile 2019. URL consultato il 26 aprile 2020.
24. ↑  Keith Badman, pag. 97 - 98.
25. ↑  Bill Harry, pag. 734.
26. ↑  Bill Harry, pag. 694 - 695.
27. ↑  Bill Harry, pag. 602.
28. ↑  (EN) Graham Calkin, STOP and Smell the Roses, su jpgr.co.uk, JPGR. URL consultato il 30 luglio 2014.
29. ↑   James Henke, LENNONlegend: Vita Illustrata di John Lennon, Rizzoli Editore, 2003., pag. 40 - 41
30. ↑   Luca Biagini, Happiness Is a Warm Gum, su pepperland.it, Pepperland. URL consultato il 30 luglio 2014.
31. ↑  Hervé Bourhis, pag. 56.
32. ↑  Hervé Bourhis, pag. 120.
33. ↑  Hervé Bourhis, pag. 142.
34. ↑  Hervé Bourhis, pag. 103.
35. ↑  Keith Badman, pag. 75 - 78.
36. ↑  (EN) Graham Calkin, All Things Must Pass, su jpgr.co.uk, JPGR. URL consultato il 30 luglio 2014.
37. ↑  Bill Harry, pag. 726 - 727.
38. ↑  (EN) Dawidsu, When Every Song Been Sung (I'll Still Love You) - George Harrison, su dawidsu.wordpress.com, Dawidsu Chords. URL consultato il 30 luglio 2014.
39. ↑  Bill Harry, pag. 726.
40. ↑   Chip Madinger & Mark Easter, Eight Arms to Hold You: The Solo Beatles Compendium, 44.1 Productions, 2000., pag. 498
41. ↑  Keith Badman, pag. 201.
42. 1 2  (EN) Ringo Starr - Solo US Singles, su mybeatles.net, mybeatles.net. URL consultato il 30 luglio 2014.
43. ↑  (EN) Graham Calkin, Blast from Your Past, su jpgr.co.uk, JPGR. URL consultato il 30 luglio 2014.
44. 1 2  (EN) Ringo Starr - Photograph: The Very Best of Ringo, su discogs.com, Discogs. URL consultato il 30 luglio 2014.
45. ↑  (EN) Graham Calkin, Ringo, su jpgr.co.uk, JPGR. URL consultato il 30 luglio 2014.
46. ↑   Ringo, EMI, 1991. retro-copertina
47. ↑  (EN) Ringo (Bonus track Version) - Ringo Starr, su itunes.apple.com, iTunes. URL consultato il 30 luglio 2014.
48. ↑  (EN) Back Off Boogaloo by Ringo Starr, su rateyourmusic.com, rateyourmusic. URL consultato il 30 luglio 2014.
49. ↑  (EN) Stephen Thomas Erlewine, Phottograph: The Very Best of Ringo - Ringo Starr, su allmusic.com,  AllMusic. URL consultato il 30 luglio 2014.
50. ↑  (EN) William Ruhulmann, Ringo - Ringo Starr, su allmusic.com, AllMusic. URL consultato il 30 luglio 2014.
51. ↑  (EN) Autori vari, Fab Four - Early 1970 lyrics - Ringo Starr, su beatlesbible.com, The Beatles Bible. URL consultato il 30 luglio 2014 (archiviato dall'url originale l'8 agosto 2014).
52. ↑  (EN) Autori vari, Early 1970 by Ringo Starr, su songfacts.com, Songfacts. URL consultato il 30 luglio 2014.